# Термилы
Термилы (др.-греч. Τερμίλαι) — согласно Геродоту и Страбону, племя выходцев с Крита, переселившееся во главе с Сарпедоном на территорию Ликии. В исторической литературе термилы нередко рассматриваются как синоним ликийцев.
Язык термилов (крито-термильский) послужил основой для создания микенской слоговой письменности. Изучение этеокритского языка показало, что он и лувийский язык являются родственными диалектами анатолийской группы индоевропейских языков. Линейное письмо А может быть прочитано с помощью лувийского языка (либо родственного хеттского, как более изученного) так же, как авестийские тексты читают с помощью санскрита.